# Anne Kjersti Kalvå
Anne Kjersti Kalvå (5 giugno 1992) è una fondista norvegese.

## Biografia
Attiva dal marzo del 2009, la Kalvå ha esordito in Coppa del Mondo il 13 marzo 2013 a Drammen (51ª in sprint) e ai Campionati mondiali a Oberstdorf 2021, dove si è classificata 6ª nella 30 km e 12ª nello skiathlon. In Coppa del Mondo ha ottenuto il primo podio il 10 dicembre 2022 (2ª nella 10 km disputata a Beitostølen) e la prima vittoria il 5 febbraio 2023, nella staffetta di Dobbiaco; ai Mondiali di Planica 2023 ha vinto la medaglia d'oro nella staffetta, quella d'argento nella 30 km e nella sprint a squadre e si è piazzata 4ª nella 10 km e 8ª nello skiathlon. Il 26 marzo 2023 ha ottenuto il primo successo individuale in Coppa del Mondo, conquistando la 20 km di Lahti. Non ha preso parte a rassegne olimpiche.

## Palmarès

### Mondiali
- 3 medaglie:
  - 1 oro (staffetta a Planica 2023)
  - 2 argenti (30 km, sprint a squadre a Planica 2023)

### Coppa del Mondo
- Miglior piazzamento in classifica generale: 16ª nel 2023
- 8 podi (4 individuali, 4 a squadre):
  - 2 vittorie (1 individuale, 1 a squadre)
  - 4 secondi posti (1 individuale, 3 a squadre)
  - 2 terzi posti (individuali)

#### Coppa del Mondo - vittorie
| Data            | Località | Nazione   | Specialità                                                             |
| --------------- | -------- | --------- | ---------------------------------------------------------------------- |
| 5 febbraio 2023 | Dobbiaco | Italia    | 4x7,5 km (con Heidi Weng, Ingvild Flugstad Østberg e Silje Theodorsen) |
| 26 marzo 2023   | Lahti    | Finlandia | 20 km TC MS                                                            |

Legenda:

TC = tecnica classica

MS = partenza in linea

#### Coppa del Mondo - competizioni intermedie
- 1 podio di tappa:
  - 1 terzo posto